# ジャパン・ニューズ
The Japan News（ジャパン・ニューズ）は、読売新聞東京本社及び読売新聞大阪本社が発行する日刊英字新聞である。毎日新聞社の毎日デイリーニューズが休刊して以降、日本の全国紙で唯一編集・発行される日刊の英字新聞となった。

## 概要
1955年に読売新聞の英語版The Daily Yomiuri（デイリー・ヨミウリ）として創刊。読売新聞東京本社発行分に加え、1994年からは関西国際空港の開港により、関西の外国人向けに読売新聞大阪本社から関西版の発行も開始している。2008年からは東京本社直轄の読売新聞中部支社から東海3県向けに「中部版」の発行を開始した。
2013年4月に紙面が全面的にリニューアルされ、The Japan News（ジャパン・ニューズ）に改名。即売価格は130円から150円、月間購読料は2,965円から3,665円にそれぞれ改められた。
なお、読売新聞西部本社の管轄エリア（九州・山口地方）は東京版の記事をベースとした新聞が西部本社管轄の北九州工場（福岡県北九州市小倉南区）で印刷されている。

## 関係人物
- ヘザー・ハワード
- ショーン・キャロル